# تجمع صدر (حجر الصيعر)

تعديل مصدري - تعديل

تجمع صدر هي إحدى قرى عزلة حجر الصيعر بمديرية حجر الصيعر التابعة لمحافظة حضرموت، بلغ تعداد سكانها 53 نسمة حسب تعداد اليمن لعام 2004.